# Campus Fryslân
Campus Fryslân is een faculteit van de Rijksuniversiteit Groningen gevestigd in de Nederlandse stad Leeuwarden.
De faculteit richt zich op de multidisciplinaire bestudering van wetenschappelijke vraagstukken samenhangend met maatschappelijke en economische thema’s die als relevant zijn bestempeld voor de Friese regio.

## Geschiedenis
Campus Fryslân is gevestigd in het voormalig Beurs- en waaggebouw aan de Wirdumerdijk. De bibliotheek die er jaren in gevestigd was, betrok de Blokhuispoort. In juni 2016 werd het gebouw aangewezen als nieuw hoofdkwartier voor de Friese faculteit en in november 2017 hebben de RUG en de gemeente de eigendomsoverdracht van het gebouw ondertekend. Het ontwerp voor de renovatieplannen is van J.O.N.G architecten. Op de voorgevel van het gebouw staat de Engelstalige naam university of groningen campus fryslân. Op 13 september 2018, ruim tweehonderd jaar na sluiting van de Universiteit van Franeker, heeft Friesland volledig universitair onderwijs terug. Overigens gaat een eerder initiatief aan deze campus vooraf. In 1976 werd met gebruikmaking van dezelfde locatie ook al een Subfaculteit Sociale Wetenschappen in Leeuwarden (SSWL) door de Rijksuniversiteit Groningen (RUG) opgericht met als staf vijf hoogleraren en een tiental docenten. Deze universitaire opleiding functioneerde tot 1985 en leverde enkele tientallen studenten met een doctoraaldiploma af. In het kader van de grootscheepse bezuinigingen in de jaren tachtig leverde de RUG deze opleiding in en werden de studenten aan  faculteiten in Groningen overgedragen. Na dertig jaar is dit nieuwe universitaire initiatief derhalve het tweede sinds het opheffen van de Franeker Academie. 
De officiële opening vond plaats op 31 oktober 2019.

## Onderwijs
Campus Fryslân bestaat uit drie onderdelen: een University College, een Master College en een Graduate School. Met de start van de bachelor Global Responsibility & Leadership en de master Sustainable Entrepreneurship], een Graduate School en een Research Institute is Campus Fryslân sinds september 2018 officieel de elfde faculteit van de Rijksuniversiteit Groningen.
Huidig aanbod:
Bachelor
- BSc Global Responsibility & Leadership
- BSc Data Science & Society
- LLB Rechtsgeleerdheid BA (alleen propedeuse)

Master
- Sustainable Entrepreneurship (MSc)
- Governance and Law in Digital Society (LLM)
- Tourism Geography and Planning (MSc)
- Multilingualism (MA)
- Water Technology (joint degree)
- voice Technology (MSc)

## University College Fryslân
In 2018 werd het University College Fryslân (UCF), dat de brede opleiding BSc Global Responsibility & Leadership aanbiedt, gelanceerd. Het opleidingsprogramma is geïnspireerd op de Sustainable Development Goals van de Verenigde Naties. Het GRL-programma bestaat uit input van mens- en sociale wetenschappen, natuurwetenschappen en informatietechnologie. Door de combinatie van verschillende disciplines krijg je een uniek en belangrijk perspectief op de interactie van people, planet en profit in de snel veranderende samenleving waarin we leven. 

## Onderzoek
De promotietrajecten van Campus Fryslân vallen onder de Graduate School. De onderzoekswerkzaamheden van de academische staf vallen onder het Research Institute. Het onderzoek concentreert zich rond de thema's 'Health & Food', 'Sustainable Economy', 'Culture, Language & Technology' en 'Governance'.

## Organisatie
Begin oktober 2018 aanvaardde voormalig decaan prof. dr. Jouke de Vries de positie van voorzitter College van Bestuur van de Rijksuniversiteit Groningen. Prof. dr. Andrej Zwitter volgde Jouke de Vries op als decaan van Campus Fryslân. 
Naast onderzoek en onderwijs is het Academisch Klimaat in Friesland een thema waar Campus Fryslân zich voor inzet. Dit gebeurt door het organiseren van publieksevenementen als onder andere een Wetenschapscafé, Museum Universiteit lezingen en een deelname aan Studium Generale Leeuwarden.